# Apple Park
Apple Park, nommé Apple Campus 2 durant sa construction, est le siège social d'Apple situé à Cupertino en Californie depuis avril 2017 remplaçant Infinite Loop, l'ancien campus d'Apple.
Il est situé essentiellement sur le terrain d'un ancien campus de Hewlett-Packard.

## Histoire
Le projet a été dévoilé en 2011. Ses travaux ont commencé en novembre 2013 et se sont achevés en avril 2017. 
Selon Jony Ive, l’idée de l’Apple Park a été envisagée par Steve Jobs lors d’un voyage avec ce dernier à Hyde Park, Londres, en 2009. C’est en 2010 qu’Apple achète les anciens locaux de HP pour 300 millions de dollars, dans le but même de pouvoir loger plus d’employés, Apple Campus 1 se faisant vieux.  
One Infinite Loop, qui a été inauguré en 1993 et qui était l’ancien QG d’Apple, est un assemblage de 6 bâtiments qui formaient une boucle, d’où le nom Infinite Loop, qui est aussi une référence à la boucle infinie en informatique. 

## Caractéristique
Son architecte et urbaniste est la firme Foster + Partners, et le projet a notamment été conçu lors de discussions entre Norman Foster et Steve Jobs. L'Apple Park se distingue par sa forme circulaire, sa taille avec une superficie de plancher de 260 000 m2, et son coût estimé à 5 milliards de dollars,. Il accueille 12 000 employés d'Apple. Il est également remarquable de par son alimentation énergétique essentiellement tirée des nombreux panneaux solaires installés sur ses toits, (production de 17 mégawatts), ainsi que par son importante couverture végétale qui constitue 80 % du foncier du projet avec près de 9 000 arbres plantés.
Outre le bâtiment principal incurvé, le campus accueille un auditorium nommé Steve Jobs Theater haut de 6 mètres, avec un diamètre de 50 mètres, inauguré le 12 septembre 2017 durant le keynote dévoilant l'iPhone X. Apple Park contient aussi un centre de fitness de 100 000 pieds carrés (9 290,3 m2), un centre de recherche et deux imposants parkings aériens. 
En interne, Apple possède une application pour les nouveaux employés nommée « Tour Apple Park », conçue pour la marche autour des 128 acres de verdure du campus, avec un résumé concernant l’histoire du campus. On apprend notamment que le campus possède des montagnes conçues pour bloquer le bruit du trafic de l'Interstate 280, mais aussi pour obscurcir la vue du parking contenant plus de 6000 voitures. Les chemins de Apple Park ont été conçus de telle manière en référence à Steve Jobs, qui était connu pour marcher jusqu’a « Le Dish », à Stanford, antenne radio appartenant à Stanford Research.